# Sylvie Courvoisier

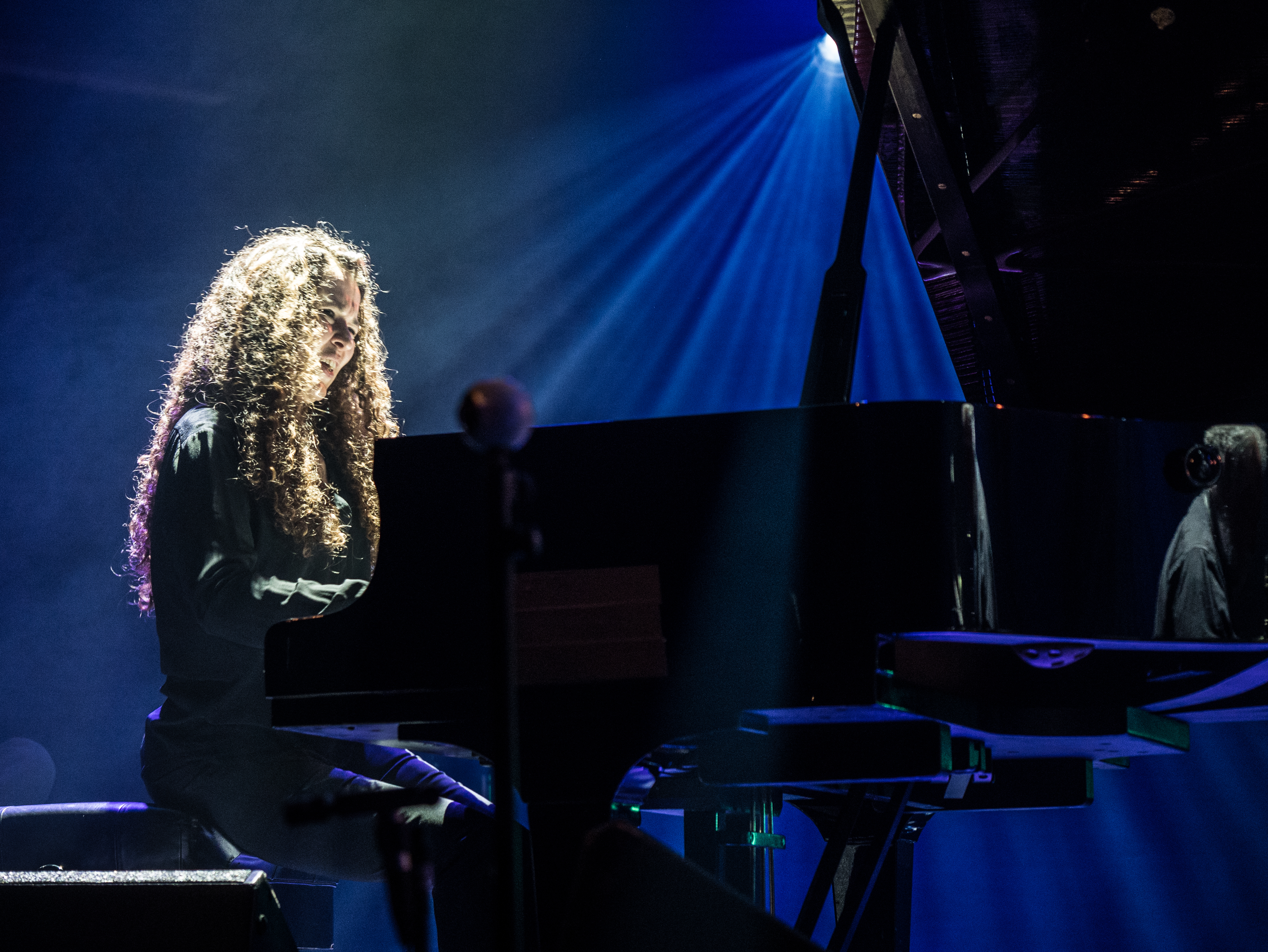
Sylvie Courvoisier beim Moers Festival 2017

Sylvie Courvoisier (* 30. November 1968 in Lausanne) ist eine Schweizer Jazzpianistin und Komponistin.

## Leben und Wirken
Courvoisier wuchs in Lausanne auf und begann mit sechs Jahren, angeleitet durch ihren Vater, einen Amateurjazzpianisten, mit dem Klavierspiel. Bis 1994 studierte sie Musik am Konservatorium Montreux (Jazz) und am Konservatorium Lausanne (Klassik). Sie arbeitete zunächst mit ihrem Quintett, aber auch mit Enrico Rava, Thomas Chapin, Joachim Kühn, Marc Ducret, Dominique Pifarély und Lucas Niggli. 1998 zog sie nach Brooklyn, New York, wo sie seitdem lebt. 
Courvoisier leitet gegenwärtig ihr Quintett Lonelyville und das Trio Abaton. Sie tritt regelmässig im Duo mit ihrem Gatten, dem Violinisten Mark Feldman, auf. Sie ist Mitglied von Mephista, einem Improvisationstrio mit Ikue Mori und Susie Ibarra, im Quintett von Herb Robertson mit Tim Berne, Tom Rainey und Mark Dresser (Elaboration, 2005, und Real Aberration, 2007) und im Trio Essence mit Gebhard Ullmann und Carlos Bica. Ferner spielt sie im  Trio mit Ellery Eskelin und Vincent Courtois und in John Zorns Gruppe Cobra. Weiterhin hat sie mit Joey Baron, Tony Oxley, Yusef Lateef, Dave Douglas, Joëlle Léandre, Butch Morris, Lotte Anker, Fred Frith, Okkyung Lee, Mark Nauseef und Jacques Demierre gearbeitet.
Sie hat Musik für Konzerte, Radio, Ballett und Theater geschrieben. Zu ihren Kompositionen gehören Concerto für Elektrogitarre und Kammerorchester, Balbutiements für Gesangsquartett und Sopran und Ocre de Barbarie, eine musikalische Performance für Metronom, Automaten, Drehorgel, Piano, Tuba, Saxophon, Violine und Schlagwerk. Sie hat Kompositionsaufträge vom Vidy Theater (Lausanne), von Pro Helvetia und den Donaueschinger Musiktagen erhalten.

## Preise und Auszeichnungen
Courvoisier wurde 1996 mit dem Schweizer Prix des jeunes créateurs ausgezeichnet und erhielt im Jahr 2000 den Prix de la Création des Zonta Club. Ihr Duoalbum (mit Mark Feldman) Live at Théâtre Vidy-Lausanne  wurde 2013 in die Vierteljahres-Bestenliste des Preises der deutschen Schallplattenkritik aufgenommen. 2022 gewann Sylvie Courvoisier den Deutschen Jazzpreis in der Kategorie Piano / Keyboards international. 2025 erhält sie den Grand Prix Musik (Schweizer Musikpreis).

## Diskographie (Auswahl)
- Y2K – Sylvie Courvoisier Ocre (Enja, 2000, mit Michel Godard, Pierre Charial)
- Abaton (ECM 2004, mit Mark Feldman, Erik Friedlander)[3]
- Entomological Reflections (Tzadik 2004, mit Ikue Mori, Susie Ibarra)
- Signs and Epigrams (Tzadik 2007, solo)
- Lonelyville (Intakt 2007, mit Ikue Mori, Mark Feldman, Vincent Courtois, Gerald Cleaver)
- Every So Often  (Intakt, 2008, mit Ellery Eskelin)
- To Fly to Steal (Intakt, 2010, mit Mark Feldman)
- Treasure Hunt (TiConZero, 2012, mit Ikue Mori, Simon Balestrazzi, Maja Ratkje und Alessandro Olla)
- Hôtel du Nord (Intakt, 2011, mit Thomas Morgan)
- Double Windsor (Tzadik, 2014)
- Sylvie Courvoisier & Mary Halvorson: Crop Circles (Relative Pitch, 2017)
- D’Agala (Intakt Records, 2017, mit Drew Gress, Kenny Wollesen)
- Ken Vandermark, Nate Wooley, Sylvie Courvoisier und Tom Rainey: Noise of Our Time (2018)
- Alfred Vogel / Sylvie Courvoisier: Pulse (Boomslang, 2019)
- Free Hoops (Intakt Records, 2020, mit Drew Gress, Kenny Wollesen)[4]
- Sylvie Courvoisier & Mary Halvorson: Searching for the Disappeared Hour (Pyroclastic, 2021)
- Chimaera (Intakt, 2023)
- Sylvie Courvoisier & Mary Halvorson: Bone Bells (Bandcamp, 2025)